# Paragwaj na Letnich Igrzyskach Olimpijskich 1996
Paragwaj na Letnich Igrzyskach Olimpijskich 1996 reprezentowało siedmiu zawodników: sześciu mężczyzn i jedna kobieta. Był to siódmy start reprezentacji Paragwaju na letnich igrzyskach olimpijskich.

## Skład kadry

### Judo
Mężczyźni
- Jorge Pacce – waga do 71 kg – 21. miejsce,

### Lekkoatletyka
Mężczyźni
- Ramón Jiménez-Gaona – rzut dyskiem – 16. miejsce,
- Edgar Baumann – rzut oszczepem – 20. miejsce,

### Pływanie
Mężczyźni
- Alfredo Carrillo – 50 m stylem dowolnym – 57. miejsce,

Kobiety
- Verónica Prono – 50 m stylem dowolnym – 49. miejsce,

### Szermierka
Mężczyźni
- Bruno Cornet – szabla indywidualnie – 40. miejsce,

### Żeglarstwo
- Constantino Scarpetta – klasa Laser – 53. miejsce